# Ulrike Richter
Ulrike Richter (Görlitz, 17. lipnja 1959.) je bivša istočnonjemačka plivačica.
Trostruka je olimpijska pobjednica u plivanju, a godine 1983. primljena je u Kuću slavnih vodenih sportova.